# Фабриций, Иоганн Христиан
Иоганн Христиан Фабриций (дат. Johan Christian Fabricius; 7 января 1745, Тённер, Южная Дания, — 3 марта 1808, Киль) — датский энтомолог, один из основателей современной энтомологии.

## Биография
Иоганн Христиан Фабриций родился 7 января 1745 года в коммуне Тённер (дат. Tønder) в герцогстве Шлезвиг (Schleswig, ныне территория Дании). Учился в Копенгагене, Лейдене, Эдинбурге и Фрейберге и, наконец, в Уппсале. В Уппсальском университете в течение двух лет учился у Карла Линнея, с которым у него установилась дружеские отношения. Вернувшись в Копенгаген в 1764 году, он начал подготовку своей знаменитой энтомологии Systema, впервые опубликованной в 1775 году. Получил должность профессора в Копенгагенском университете в 1770 году.
В 1771 году женился на Анне Сесилии Амвросий, от которой имел двух сыновей Эдуарда и Томаса, ставших врачами.
В 1775 году назначен профессором естественных наук при Кильском университете, получив обещание о создании при университете музея естественной истории и ботанического сада, которое было нарушено. Неудовлетворенность положением в Кильском университете, росла у Фабрициуса из года в год, в особенности в связи с получением из-за границы частых свидетельств высокого признания его научного авторитета, но при этом на родине получая средства лишь на жалкое содержание своей научной деятельности и содержания своей семьи.
Пользовался высоким авторитетом среди студентов университета, привлекая на свои лекции большое количество слушателей. Фабриций постоянно ощущал нехватку экспонатов для сопровождения лекций. В 1796 году он вынужден был обратиться к ректору университета с жалобой на то, что экспонаты, отправленные в университет, долгое время находятся на складе из-за нехватки места в аудиториях. Безнадёжной была ситуация с основанием «ботанического сада», обещанного им при поступлении в университет. В связи с проблемами Фабриций трижды пытался уйти в отставку из университета, но оставался в Киле до конца своей жизни. В 1789 году он подал очередную заявку на увольнение. За этим последовало обращение студентов университета к королю об отмене отставки и их обращение к Фабрицию с просьбой остаться в университете. Фабриций остался, но с этого момента он считал Киль только своим временным местом пребывания и местом чтения лекций, проводя основное время жизни в Париже, перевезя туда свою семью, получив возможность общения с известными естествоиспытателями Жоржем Кювье, Пьером Латрейлем и другими учёными.
Фабриция считают одним из деятельнейших основателей современной энтомологии. Руководствуясь строением ротовых органов, он основал новую, более соответствующую природе, классификацию насекомых.
В 1807 году Иоганн Христиан Фабриций, находясь во Франции, получил неожиданное и печальное известие о начале англо-датской войны и бомбардировке Копенгагена. Это сообщение заставило его поспешно отправиться на родину, но волнение, связанное с этими событиями, отрицательно сказалось на здоровье учёного и привели к его преждевременной кончине 3 марта 1808 в Киле.

## Труды
Научные работы даровитого энтомолога касаются преимущественно классификации и описания насекомых всех отрядов. Из них самые выдающиеся:
- «Systema entomologiae sistens Insectorum classes, ordines genera, species, adjectis synonymis, locis, descriptionibus, observationibus» (Фленсбург и Лейпциг, 1775);
- «Genera Insectorum etc.» (Киль, 1777);
- «Philosophia entomologica, sistens scientiae fundamenta adjectis definitionibus, exemplis, observafioni b us, adumbrationibus» (Гамбург и Киль, 1778);
- «Species Insectorum etc.» (там же, 1781);
- «Mantissa Insectorum etc.» (Копенгаген, 1787);
- «Entomologia systematica, emendata et aucta etc.» (4 тома, Копенгаген, 1792—1794);
- «Systema Eleutheratorum secundum ordin e s, genera, species etc.» (Киль, 1801);
- «Systema Rhynchotorum etc.» (Брауншвейг, 1803);
- «Systema Piezatorum etc.» (Брауншвейг, 1804).